# 不死偵探冷堂紅葉
《不死偵探冷堂紅葉》是零雫創作的日本輕小說系列，擔任插畫，於2023年7月起由GA文庫發行單行本。劇情描述主角和神秘的轉學生調查學園內發生的密室殺人事件。

## 劇情簡介
神秘的轉學生冷堂紅葉與擁有倒流時間能力的天內晴麻合作，調查學園內接連發生的密室殺人事件。在冷堂紅葉也被殺害後，天內繼續追查案件，逐步解開更多相關線索。

## 登場人物
天內晴麻
本作男主角，文學研究會的成員，擁有透過接吻倒流時間的能力。喜歡閱讀推理小說，尤其是密室殺人類型。
冷堂紅葉
本作女主角，文學研究會的成員。擁有一頭黑長髮和紅色的眼睛，外貌美麗且身材姣好。擁有不老不死的能力，實際年齡是24歲。
網船至
皮膚白皙的男學生，美術社的幽靈社員。
奧原鷲雄
網球社的男學生，外貌出眾但性格輕浮。
笹村大和
棒球社的男學生。

## 評價
本作以《與你最後的吻》（君と最後のキスをする）的標題在第15屆GA文庫大獎獲得銀賞。在《アニメ！アニメ！》舉辦的讀者問卷調查「希望動畫化的輕小說或小說是？」（アニメ化してほしいライトノベル・小説は？）中，於2023年上半年度排名第14名，下半年度排名第4名，2024年上半年度排名第2名，下半年度排名第1名。
在「輕小說新聞線上大獎」（ラノベニュースオンラインアワード）中，2023年7月發行的單行本第1卷同時入選「綜合部門」、「萌系部門」、「新作綜合部門」和「新作部門」，並達成4冠。2023年11月發行的第2卷延續佳績，同時入選「綜合部門」、「熱門部門」、「萌系部門」和「新作綜合部門」，成為該獎項首次連續2卷獲得4冠的作品。

## 出版書籍
| 卷數 | SB創意 | SB創意         | SB創意                 | 台灣角川         | 台灣角川      | 台灣角川               |
| 卷數 | 副標題 | 發售日期       | ISBN                   | 副標題           | 發售日期      | ISBN                   |
| ---- | ------ | -------------- | ---------------------- | ---------------- | ------------- | ---------------------- |
| 1    |        | 2023年7月14日  | ISBN 978-4-8156-2149-0 | 在密室與你接吻   | 2024年9月23日 | ISBN 978-626-400-497-8 |
| 2    |        | 2023年11月15日 | ISBN 978-4-8156-2150-6 | 留給你的「希望」 | 2025年2月26日 | ISBN 978-626-415-263-1 |
| 3    |        | 2025年8月9日   | ISBN 978-4-8156-3656-2 |                  |               |                        |

## 外部連結
《不死偵探冷堂紅葉》GA文庫特設網站（日語）